# Archichlora phyllobrota
Archichlora phyllobrota är en fjärilsart som beskrevs av Holland 1920. Archichlora phyllobrota ingår i släktet Archichlora och familjen mätare. Inga underarter finns listade i Catalogue of Life.